# Río Yegorlychok
El río Yegorlychok (en ruso: Егорлычёк) es un río del óblast de Rostov, en el sur de Rusia, afluente por la derecha del Kugo-Yeya, que a su vez lo es del Yeya.

## Curso
Nace en Yegorlykskaya y discurre en sus 28 km de longitud en dirección oeste-suroeste. Atraviesa seguidamente Ilinski, recibe un pequeño arroyo por la izquierda en el que se encuentra Girin, y desemboca en el Kugo-Yeya a la altura de Oktiábrskoye, frente a la desembocadura del Gaidamachka.
Su curso está parcialmente represado.